# Euglossa deceptrix
Euglossa deceptrix är en biart som beskrevs av Jesus Santiago Moure 1968. Euglossa deceptrix ingår i släktet Euglossa, tribus orkidébin, och familjen långtungebin. Inga underarter finns listade.